# Roland (Lully)
Roland ist eine Oper (Originalbezeichnung: „Tragédie en musique“, LWV 65) in einem Prolog und fünf Akten von Jean-Baptiste Lully (Musik) mit einem Libretto von Philippe Quinault nach dem Versepos Orlando furioso von Ludovico Ariosto. Sie wurde am 18. Januar 1685 in Versailles uraufgeführt.

## Handlung
Die Oper handelt von der Liebe des Paladins Roland zur Königin Angélique, die sich jedoch in den einfachen Soldaten Médor verliebt hat. In den ersten drei Akten wird vorwiegend Angéliques innerer Konflikt zwischen der möglichen ehrenhaften Beziehung zu Roland und ihrer unstandesgemäßen Liebe zu Médor thematisiert. Nachdem sie sich für Médor entschieden hat, greift sie zu einer List, um dem erwarteten Zorn Rolands zu entgehen und heimlich mit Médor das Land zu verlassen. Die beiden folgenden Akte zeigen Rolands Reaktion darauf. Nachdem er bei einer Hirtenhochzeit von Angéliques Betrug erfahren hat, wird er vor Schmerz wahnsinnig. Die Fee Logistille (eine dea ex machina) heilt ihn im letzten Akt auf magische Weise von seiner Raserei, so dass er sich wieder seinen Pflichten bei der Verteidigung des Vaterlands zuwenden kann.

### Prolog
Der Palast Demogorgons
Der Feenkönig Demogorgon hat die Feen und Genien um seinen Thron versammelt, um sie über die aktuelle Lage zu unterrichten. Nach dem schrecklichen Krieg werde endlich Frieden einkehren, denn der größte aller Helden (Ludwig XIV.) sei dabei, die Feinde zurückzuschlagen. Die Feen und Genien zeigen ihre Freude darüber durch Tanz und Gesang. Als die Hauptfee vorschlägt, sich dem Helden zu erkennen zu geben, stimmt Demogorgon zu – sie wollen ihm die Geschichte des berühmten Roland erzählen, der den Ruhm vernachlässigte und sich von der Liebe in die Irre führen ließ.

### Erster Akt
Ein Dorf
Szene 1. Angélique, die Königin von Cathay, muss sich zwischen Ruhm und Liebe in Gestalt zweier Männer entscheiden. Der berühmte Paladin Roland verehrt sie glühend, doch sie selbst liebt den heidnischen Soldaten Médor, den sie nach einer Verwundung auf dem Schlachtfeld gesundgepflegt hatte.
Szene 2. Auf Anraten ihrer Vertrauten Témire beschließt Angélique, ihre Liebe zu Médor aufzugeben, für die sie Scham empfindet. Die beiden ziehen sich zurück, als sie Médor kommen sehen.
Szene 3. Médor leidet zutiefst wegen seiner unstandesgemäßen und daher hoffnungslosen Liebe zu Angélique („Ah! quel tourment“).
Szene 4. Médor beneidet Roland um seinen Erfolg. Angélique tröstet ihn damit, dass Roland die meiste Zeit abwesend sei und sie ihn nicht einmal vermisse. Dennoch teilt sie Médor mit, dass sie sich von ihm trennen müsse und er schnellstmöglich abreisen solle. Médor ist untröstlich. Er kann sich ein Leben ohne sie nicht vorstellen.
Szene 5. Kaum ist Médor gegangen, bereut Angélique bereits ihre Entscheidung und will Témire hinterherschicken, damit sie ihn zurückholt.
Szene 6. Da erscheint Ziliante, ein Prinz der östlichen Inseln, mit seinem Gefolge und überreicht Angélique im Auftrag Rolands ein wertvolles Armband als Symbol seiner Liebe. Der Chor der Inselbewohner begleitet die Übergabe mit Tanz und einem Lobgesang auf Angélique (Divertissement).

### Zweiter Akt
Ein verzauberter Brunnen der Liebe inmitten eines Walds
Szene 1. Um ihre Liebe zu Médor zu vergessen, sucht Angélique mit Témire und ihrem Gefolge nach dem von Merlin verzauberten Brunnen des Hasses. Da sie jedoch nur den Brunnen der Liebe finden können, erkennt Angélique, dass sie lieber sterben wolle als ihre Liebe zu Médor in Hass zu verwandeln. Als Roland auftaucht, nimmt sie einen Zauberring in den Mund, durch den sie unsichtbar wird.
Szene 2. Beobachtet von der unsichtbaren Angélique beklagt sich Roland bei Témire über ihre Undankbarkeit und Grausamkeit („Angélique, ingrate, inhumaine“). Ihretwegen hat er alles aufgegeben und sogar König Karl bei der Verteidigung von Paris gegen die Heiden im Stich gelassen.
Szene 3. Nachdem sich Roland traurig zurückgezogen hat, wird Angélique wieder sichtbar. Sie teilt Témire mit, dass Roland ihr Herz nicht gewinnen könne. All ihre Gedanken seien bei Médor.
Szene 4. Da kommt Médor auch schon – zutiefst verzweifelt nach seiner Zurückweisung durch Angélique will er in der Einsamkeit seinem Leben ein Ende bereiten. Doch als er seinen Degen zieht, um sich zu erdolchen, greift Angélique ein. Sie wisse nun, dass niemand die Liebe daran hindern könne, zwei für einander bestimmte Herzen zu vereinen.
Szene 5. Amor, Amoretten, Sirenen, Wassergötter, Nymphen, Waldgeister und verzauberte Liebende erscheinen und beschließen den Akt mit einem Lobpreis auf die Liebe (Divertissement).

### Dritter Akt
Meereshafen
Szene 1. Témire erklärt Médor, dass ihm nichts anderes übrig bleibe, als das Land zu verlassen, wenn er dem Zorn Rolands entgehen wolle. Médor kann sich ein Leben ohne Angélique nicht vorstellen. Die beiden treten beiseite, als Angélique und Roland erscheinen.
Szene 2. Roland hat mittlerweile bemerkt, dass seine Liebe von Angélique nicht erwidert wird. Sie beschwichtigt ihn, behauptet, dass sie seine Beständigkeit inzwischen überzeugt habe, und verabredet zum Schein ein weiteres Treffen. Dann schickt sie ihn fort.
Szene 3. Angélique bittet Témire, sich zu vergewissern, dass Roland wirklich fort ist.
Szene 4. Endlich sind Angélique und Médor allein. Doch Médor erweist sich immer noch als eifersüchtig auf Roland. Angélique versichert ihm, dass sie alles nur tue, um seine Sicherheit zu gewährleisten. Sie selbst sei wegen ihres Zauberrings nicht in Gefahr. Sie verspricht, ihm in Kürze zu folgen. Beide versichern sich ihre Liebe („Vivons, l’amour nous y convie“).
Szene 5. Angélique stellt ihren Untertanen Médor als künftigen Herrscher vor. Sie entfernt sich, um Roland weiter vom Hafen wegzulocken. Anschließend will sie zurückkehren, um mit Médor abzureisen.
Szene 6. Die Einwohner Cathays erweisen Médor ihre Ehre. Sie führen ihn auf einen Thron und feiern ihren neuen Herrscher mit Tanz und Gesang (Divertissement, Chaconne).

### Vierter Akt
Grotte in einer Bocage
Szene 1. Roland hat Angélique aus den Augen verloren und klagt sein Leid seinem Freund Astolfe. Zunächst schien alles gut zu laufen. Doch als sie dem König von Circassien und dem hochmütigen Farragus begegneten (die beide ebenfalls an Angélique interessiert waren), machte sie sich mit ihrem Ring unsichtbar. Zu dem vereinbarten Treffen am Brunnen der Liebe erschien sie nicht. Astolfe erinnert Roland daran, dass der König seine Hilfe bei der Verteidigung des Landes dringend benötige. Doch Roland kann seine Gedanken nicht von Angélique abwenden. Astolfe entfernt sich, und Roland macht sich wieder auf die Suche.
Szene 2. Während Roland seine Liebe besingt („Ô nuit“), entdeckt er an der Wand der Grotte ein Liebesgedicht, das Angélique und Médor dort eingeritzt haben. Da er den Namen Médor noch nie gehört hat, glaubt er zunächst, sie habe ihm selbst diesen Spitznamen gegeben. Doch dann liest er weitere Verse in anderer Handschrift, die erste Zweifel wecken. In diesem Moment erklingt in der Ferne ländliche Musik: Hirten feiern die bevorstehende Hochzeit von Coridon und Belise. Roland zieht sich zurück.
Szene 3. Coridon, Belise und die anderen Hirten feiern. Ein anderes Hirtenpaar wünscht ihnen ewige Liebe, Frieden und Treue.
Szene 4. Roland kehrt zurück, um die Hirten nach Angélique zu befragen. Coridon und Belise vergleichen ihre eigene Liebe mit derjenigen von Angélique und Médor. Roland erfährt nun, dass die beiden das Land verlassen haben, aber die ganze Gegend, die Bäume, Felsen und die Höhle, noch von ihrer Liebe zeugen. 
Szene 5. Belises Vater Tersandre erzählt vom weiteren Schicksal Angéliques und Médors, die nun in einem fernen Land ihre Liebe genießen. Angélique hat Tersandre als Andenken ein Armband zurückgelassen, das Roland sofort als sein Geschenk erkennt. Das ist zu viel für ihn. Als die Hirten fröhlich die Liebe Angéliques und Médors bejubeln, springt er zornig auf. Die Hirten fliehen erschrocken.
Szene 7. Unfähig, diese Neuigkeiten zu verarbeiten, verfällt Roland dem Wahnsinn. Er tobt, zerstört die Schriftzüge an der Grottenwand und reißt Bäume und Felsen aus. Schließlich vermeint er, eine Furie zu sehen, der er „ein schreckliches Beispiel von Liebesqualen“ zeigen müsse.

### Fünfter Akt
Der Palast der weisen Fee Logistille
Szene 1. Astolfe bittet Logistille um Hilfe für seinen Freund Roland. Diese war aber bereits informiert und hat Roland in einen tiefen Schlaf versetzt, während sich ihre Feen um ihn bemühen. Sie vermag zwar Kriege zu unterbrechen, die Hölle zittern zu machen und Ozeane zu beruhigen, doch ein von Liebesqualen geplagtes Herz zu heilen, sei ungleich schwieriger. Sie bittet Astolfe, sich zurückzuziehen, um die Arbeit der Feen nicht zu stören.
Szene 2. Die Feen singen und tanzen um Roland herum und führen geheimnisvolle Zeremonien durch, um ihn wieder zu Verstand zu bringen.
Szene 3. Um Roland seine ruhmreiche Vergangenheit wieder ins Gedächtnis zu rufen, beschwört Logistille die Geister toter Helden, die ihn zum Kampf rufen. Roland erwacht und kommt wieder zu Verstand. Er schämt sich seines Verhaltens und ist bereit, die Waffen zu ergreifen, um neuen Ruhm zu gewinnen.
Szene 4. Die Allegorien des Ruhms (mit Gefolge), der Berühmtheit und des Schreckens kommen hinzu und stimmen in die Waffenrufe ein. Roland soll sein kriegsgeplagtes Land retten. Er ergreift die Waffen, die ihm die Feen und Helden überreichen. Der Schrecken flieht vor ihm. Logistille und die anderen erinnern ihn daran, dass der Ruhm ihn rufe und er nie vergessen solle, welche Übel ihm die Liebe gebracht habe.

## Gestaltung
Der dramatische Höhepunkt der Oper ist der vierte Akt. Hier erfährt Roland bei einer fröhlichen Hirtenhochzeit von dem Betrug Angéliques, der für ihn so schrecklich ist, dass er den Verstand verliert. Die Tanzsätze des Divertissements sind direkt in die Handlung integriert. Die Tonarten der vierten Szene entsprechen der Dramaturgie der Handlung: Das fröhliche Divertissement zu Beginn steht in C-Dur, die Erwähnung Angéliques und Médors in g-Moll, und die Enthüllung der Wahrheit in B-Dur.

## Werkgeschichte

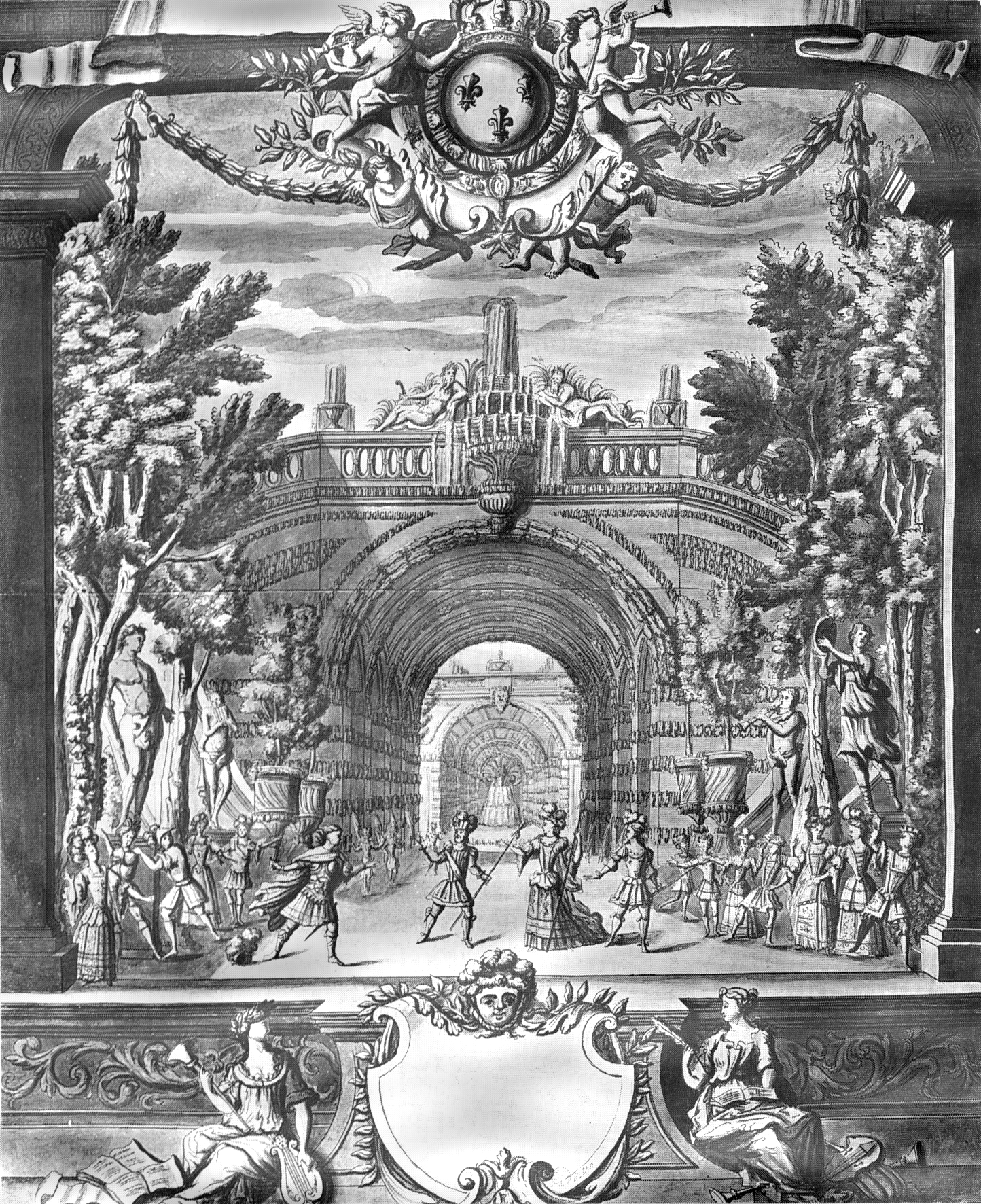
Titelblatt des Librettos, Paris 1685

Die Widmung in der gedruckten Partitur der Oper lässt darauf schließen, dass König Ludwig XIV. das Sujet persönlich auswählte. Das Libretto stammt von Philippe Quinault und basiert auf Ludovico Ariostos Versepos Orlando furioso von 1516.
Bei der Uraufführung am 8. Januar 1685 in Versailles sangen in Anwesenheit von Ludwig XIV. Le Sage (Demogorgon), Dupeyré (Fee principale und Logistille), Marthe Le Rochois (Angélique), Armand (Témire), Louis Gaulard Dumesny (Médor), Jean Dun „père“ (Ziliante), François Beaumavielle (Roland), Antoine Boutelou (Astolfe), Jacques Cochereau (Coridon), Marie-Catherine Poussin (Belise), Claude Desvoyes (Tersandre) und Françoise Dujardin (La Gloire).
Roland wurde zwei Monate lang wöchentlich im Theater der Reitschule in Versailles gespielt, bis die Pariser Oper (die Académie royale) am 8. oder 9. März die Produktion übernahm. Die dortige Aufführungsreihe dauerte bis zum November. Regelmäßige Wiederaufnahmen gab es am Hof und der Académie royale bis 1755,:352 letztere mit Ergänzungen von L. Aubert. Außerdem gab es in diesem Zeitraum Aufführungen in Brüssel (u. a.1721), Marseilles, Lyons, Rouen, Metz, Lille (1720) und Amsterdam (1686). In zeitgenössischen Kritiken wurde besonders der vierte Akt mit der Schäferhochzeit gepriesen.
Parodien der Oper entstanden u. a. 1717 von L. Fuzelier, 1727 von Dominique und Romagnesi, 1744 von Panard und Sticotti und 1755 von Bailly. Insgesamt erschienen acht Parodien. Damit zählt Roland zusammen mit Phaëton und Atys zu den am häufigsten parodierten Opern Lullys.:237

## Aufnahmen
- 13. Dezember 2003 (live, konzertant aus Brüssel): Christophe Rousset (Dirigent), Les Talens Lyriques, Choeur de l’Operá de Lausanne. Evgueniy Alexiev (Demogorgon und Ziliante), Salomé Haller (Fee principale und Logistille), Anna Maria Panzarella (Angélique), Monique Zanetti (Témire), Olivier Dumait (Médor), Nicolas Testé (Roland), Robert Getchell (Astolfe), Anders J. Dahlin (Coridon), Marie-Hélène Essade (Belise), Emilio Gonzales-Toro (Tersandre), Delphine Gillot (La Gloire).[6]:8885
- 19. Dezember 2003 (live aus Lausanne): Stephan Grögler (Inszenierung), Besetzung wie am 13. Dezember 2003.[6]:8886
- Januar 2004 (Studio-Aufnahme): Besetzung wie am 13. Dezember 2003. Ambroise/Note 1 AMB 9949 (3 CD).[6]:8888